# Пінгвіни (фільм)
«Пінгвіни» (англ. Penguins) — американський документальний фільм про природу 2019 року режисерів Аластара Фотергілла та Джеффа Вілсона. Це розповідь про дорослішання пінгвіна Аделі на ім'я Стів, який приєднується до інших самців крижаною антарктичною весною в пошуках гнізда, супутника життя, з метою створення сім'ї. У американському релізі оповідь веде Ед Гелмс.
Виробництвом займалася компанія Disneynature, фільм вийшов у США 17 квітня 2019 року, за п'ять днів до Дня Землі. Це п'ятнадцятий документальний фільм про природу, який випустила компанія Disney під лейблом Disneynature. Фільм отримав позитивні відгуки критиків, які виділили «прекрасну кінематографію».

## Сюжет
В Антарктиді Стів, пінгвін Аделі готується створити сім'ю, він цілий день намагається справити враження на самицю, але зазнає невдачі. Коли він вже готовий здатися, Стів зустрічає Еделайн, яка також ще не знайшла пару. Вони закохуються один одного.
Через певний час в Еделайн з'являється два яйця. Стів вирушає з іншими самцями в пошуках риби, а Еделайн кладе яйця у кам'яному гнізді. Пізніше, інші самці повертаються до колонії, Стів, який не зрозумів, що він залишився один продовжує шукати рибу. Його переслідує косатка, і, на щастя, він втікає. Після повернення Стіва хуртовина замітає колонію, але Стів разом із Еделайн переживають негоду. Згодом з яєць з'являються маленькі пінгвіни, і Стів радіє появі своїх пташенят. Коли настає черга самиці йти на риболовлю, Стів не знає, що робити з голодними пташенятами.
Коли пінгвіни підросли, на одного з них нападає поморник, який разом з іншими шукав їжу для своїх пташенят. Стів вчасно приходить на допомогу та відганяє пташку. Стіва годує своїх дітей.
Через кілька місяців на сім'ю нападає морський леопард, одне з пташенят прикидається мертвим і на щастя, хижак йде, і сім'я возз'єднується. Згодом пташенята починають нове життя з іншими пінгвінами, Еделайн прощається зі Стівом до наступного року, і Стів гуляє по пляжу Антарктики, вітаючи себе з першим роком батьківства.

## У ролях
| Актор    | Роль     |
| -------- | -------- |
| Ед Гелмс | оповідач |

## Сприйняття

### Касові збори
У США та Канаді фільм випустили 17 квітня 2019 року разом зі стрічкою «Прорив», і, за прогнозами, касові збори мали скласти 5–7 мільйонів доларів з 1800 кінотеатрів за перші п'ять днів прокату. Фільм отримав 503 000 доларів у перший день і 456 000 доларів у другий. Фільм виявився недостатньо успішним, отримавши лише 2,3 мільйона доларів у перші вихідні (і загалом 3,3 мільйона доларів за п'ять днів), вийшовши за межі топ-10. У другі вихідні касові збори зменшились на 50 % до 1,1 мільйона доларів, фінішувавши на 10 місці.

### Критика
На сайті Rotten Tomatoes фільм має рейтинг схвалення 91 % на основі 57 оглядів із середньою оцінкою 7,06 / 10. У критичному консенсусі зазначено: «„Діснейнейча: Пінгвіни“ тішить чарівною привабливістю своїх сюжетів за допомогою прекрасно знятого документального фільму, який додає велику кількість людиноподібних розважальних цінностей для юних глядачів». Щодо Metacritic фільм має середньозважену оцінку 68 зі 100 на основі 17 відгуків критиків, що свідчить про «загалом сприятливі відгуки». Глядачі, опитані CinemaScore, дали фільму середній бал «A» за шкалою від A + до F, тоді як користувачі PostTrak позитивно оцінили на 78 % та 52 % з них «безумовно рекомендують».
Кортні Говард з «Вараєті» називав «Пінгвінів» «солодкий, сентиментальний документальний фільм Дня Землі» і написав: «Замість того, щоб засипати глядачів фактоїдами та важкою науковою термінологією, він дозволяє розвернутися пронизливій розповіді — з захоплюючою, дуже чуттєвою та надзвичайно цікавою подорожжю героя-невдахи».